# دوبره (جمهوری چک)
دوبره (به چکی: Dobré) یک منطقهٔ مسکونی در جمهوری چک است که در ناحیه ریخنوف ناد کنیژنوو واقع شده‌است. دوبره ۱۷٫۳۴ کیلومتر مربع مساحت و ۸۶۵ نفر جمعیت دارد و ۴۳۵ متر بالاتر از سطح دریا واقع شده‌است.